# Troides paradisea
Espèce
Statut de conservation UICN

 LC IUCN 2.3 : Préoccupation mineure
Statut CITES
Troides paradisea est une espèce de lépidoptères (papillons) de la famille des Papilionidae.

## Taxinomie
Troides paradisea a été décrit par Otto Staudinger en 1893 sous le nom initial d Ornithoptera paradisea.
Synonyme : Schoenbergia schoenbergi Pagenstecher, 1893.

### Nom vernaculaire
Troides paradisea se nomme Paradisea Birdwing ou Birding of Paradise en anglais et Paradies Vogelschwingenfalter en allemand.

### Sous-espèces
- Troides paradisea paradisea; présent dans le nord-est de la Nouvelle-Guinée.
- Troides paradisea borchi (Haugum & Low, 1974)
- Troides paradisea chrysanthemum (Kobayashi & Koiwaya, 1979)
- Troides paradisea demeter (So & Sato, 1998)
- Troides paradisea detanii Schäffler, 2001
- Troides paradisea flavescens Rothschild, 1897[1].

La révision de 2004 par Gilles Delisle n'accepte que trois sous-espèces: Troides paradisea paradisea, Troides paradisea chrysanthemum et Troides paradisea arfakensis  Joicey & Noakes, 1915.

## Description
Troides paradisea est un grand papillon d'une envergure variant de 140 mm à 190 mm, avec un très important dimorphisme sexuel de forme et de couleur des ailes.
Les mâles ont sur le dessus les ailes antérieures vertes bordées de noir avec une ligne noire en S de la base au bord externe près de l'apex, et le revers vert aux veines noires. Les ailes postérieures qui sont vues comme un triangle avec une très longue queue sont jaune bordées de vert avec sur le dessus une bande noire au bord interne.
Les femelles, plus grandes que les mâles ont les ailes antérieures de couleur marron foncé ornées de quelques taches blanches, et les ailes postérieures à aire basale marron et le reste de l'aile blanc puis jaune à marge marron avec une ligne de taches rondes noires en limite des bandes jaune et blanche.

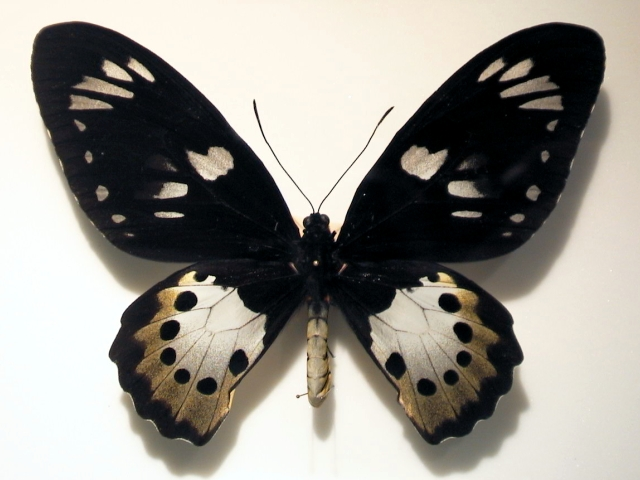
Troides paradisea femelle

## Biologie

### Plantes hôtes
Les plantes hôtes de sa chenille sont des aristoloches.

## Écologie et distribution
Troides paradisea est présent en  Nouvelle-Guinée.

### Protection
Troides paradisea est protégé.